# Erel Margalit

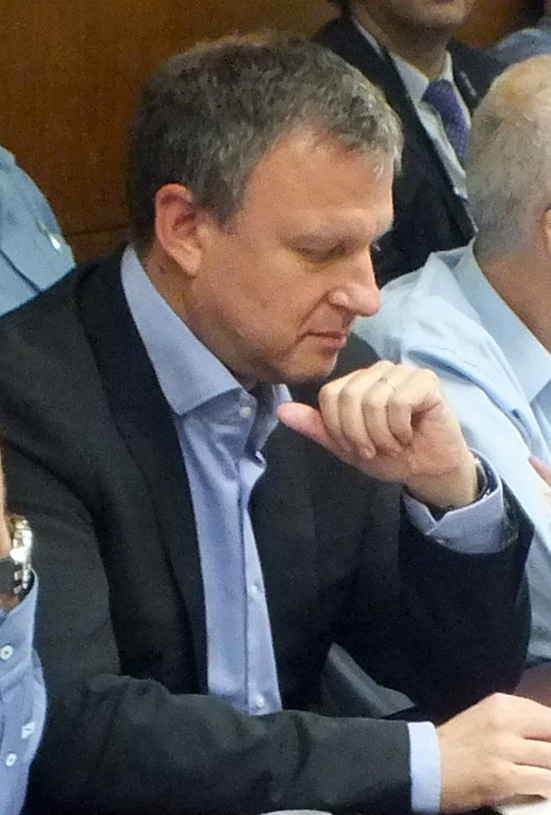
Erel Margalit (2013)

Erʾel Margalit (hebräisch אֶרְאֵל מַרְגָלִית Erʾel Margalit, * 1. Januar 1961 in Naʿan) ist ein israelischer Politiker der ʿAvoda und Unternehmer.

## Leben
Margalit studierte Philosophie und Englische Literatur an der Hebräischen Universität Jerusalem und an der Columbia University.
1993 gründete Margalit das Unternehmen Jerusalem Venture Partners. Ab 2013 war er gewähltes Mitglied der Knesset. Am 3. Oktober 2017 erklärte er seinen Rückzug aus der Politik. Als Grund gab der 56-Jährige die gescheiterte Kandidatur um den Vorsitz der ʿAvoda Mitte Juli an.
Margalit ist verheiratet und hat drei Kinder.